# 波爾克縣 (德克薩斯州)
波爾克縣（英語：Polk County）是美國德克薩斯州東部的一個縣。面積2,874平方公里。根據美國2000年人口普查，共有人口41,133人。縣治斯坦頓（Stanton）。
成立於1846年。縣名紀念第十一任總統詹姆斯·諾克斯·波爾克。